# 照皇斎国広
照皇斎 国広（しょうこうさい くにひろ、生没年不詳）とは、江戸時代から明治時代にかけての浮世絵師。

## 来歴
師系・経歴は一切不明。明治元年（1868年）版行の大判6枚続の錦絵「毛理嶋山官軍大勝利之図」が作として知られるのみである。